# Willy et Yves Groux
Willy et Yves Groux, frères jumeaux, nés le 22 mai 1924 à Cannes, sont deux dessinateurs français de bandes dessinées.
Willy est décédé à Cannes le 1er décembre 2017.

## Biographie
Ils sont nés à Cannes le 22 mai 1924. Ils s'inscrivent ensemble à l'École nationale des beaux-arts de Paris. Yves est enregistré sous le n° 8533 et Willy sous le n° 8535. Leurs carrières professionnelles de dessinateurs débutent à 23 ans, lorsqu'en 1947, ils collaborent à l'hebdomadaire Donald où ils dessinent sur 76 planches : Les aventures de Monsieur de la Guerche, une aventure de cape et d'épée adaptée d'un roman.
De 1949 à 1953, ils travaillent pour les Éditions Mondiales où ils publient plus de 20 histoires dans plusieurs hebdomadaires de cet éditeur et notamment le petit format Super Aventure. « On nous confie d'emblée deux grandes séries hebdomadaires à suivre, qui paraissaient même, souvent en première page : Le capitaine Risque-Tout dans Tarzan et Le capitaine Blood dans l'Intrépide. Deux BD en même temps, la gloire ! Ce sont des histoires de pirates car nous étions classés dans ce genre. Ces deux histoires de pirates sont rééditées au début des années cinquante par les Éditions Mondiales en 2 superbes albums, grand format (27 x 37 cm) Par la suite, nous avons réalisé beaucoup de récits à costumes sur des thèmes historiques allant du péplum au western.».
De 1953 à 1954, à la disparition du titre Super Aventure, ils publient pour les éditions Vaillant 3 histoires courtes de 12 à 16 planches. Ils réalisent aussi plusieurs commandes pour différents éditeurs.
La période allant de 1955 à 1960 est une période d'intense activité :
- De 1955 à 1959, ils passent à la Société parisienne d'édition (SPE) où ils publient, en albums dans la collection Mondial Aventures, 7 histoires de 44 planches. Il s'agit d'adaptations de grands classiques de la littérature comme David Copperfield, Guillaume Tell, Le Pirate d'après W. Scott, Les Aventures de Sir Arthur Gordon Pym d'Edgar A. Poe, La république des forbans, Les trois mousquetaires…
- Parallèlement, de 1956 à 1960, ils collaborent de nouveau avec les éditions Mondiales où ils publieront presque une cinquantaine d'histoires courtes de moins de 10 planches.
- En 1958, ils reprennent leur participation aux éditions Vaillant, où ils dessineront  jusqu'en 1965, 19 histoires courtes de 3 à 4 planches.

De 1960 à 1967, ils entrent au journal de Spirou en dessinant 29 histoires courtes de 4 à 5 planches des Belles Histoires de l'oncle Paul. Parallèlement, de 1961 à 1963, ils travaillent pour un éditeur anglais. En 1962, Willy abandonne la bande dessinée. Yves poursuit seul les histoires de l'Oncle Paul et dessine, pour les éditions Fleurus, 8 histoires en 5 planches  Les grandes heures des villes avant d'arrêter à son tour le dessin. « L'évolution de la BD dans les années 60 rendait les conditions de travail très difficiles. Nous n'avions pas de contrats, aucun droit sur les reprises et on ne nous rendait pas nos originaux. Tout cela a engendré une grande lassitude mais il est bien difficile d'analyser les causes de notre arrêt entre les problèmes professionnels et personnels. Nous trouvions moins de travail et puis nous avons sans doute commis l'erreur de quitter Paris pour revenir à Cannes, notre ville natale. ».
De 1980 à 1986, ils reviennent à la bande dessinée en dessinant des histoires érotiques pour les magazines : Bédéadult', Neutron et Sex Bulles des éditions Sedem, devenues CAP puis IPM.
Une fois à la retraite, pour leur plaisir, Willy et Yves se lancent dans une série d'illustrations à la gouache d'après le film Les Aventures de Robin des Bois avec Errol Flynn.

## Publications
Les frères Groux ont travaillé pour plus d'une vingtaine de magazines différents dans lesquels ils ont publié plus de 160 histoires. Aujourd'hui, la plupart de ces histoires sont introuvables sauf peut-être les histoires courtes des Belles Histoires de l'oncle Paul parues dans Spirou.
- Mondial aventures
  - tome 27 : David Copperfield
  - tome 29 : Les aventures de sir Arthur Gordon Pym
- Les amours de l'histoire
  - tome 1 : La Reine radieuse Cléobis (SEDEM publications 1980)
  - tome 2 : Domitia et Domitien - la prostitution à Rome (CAP 1985)
- Blanche (Kesselring 1986)
- Les amants de Dieu (Neptune 1989)